# Aubrey Day
Aubrey Day ist ein professioneller US-amerikanischer Pokerspieler. Er ist zweifacher Braceletgewinner der World Series of Poker.

## Pokerkarriere

### Werdegang
Seine erste Geldplatzierung bei einem offiziellen Pokerturnier erzielte Day im Jahr 1973: Im Mai 1973 erreichte er bei der World Series of Poker (WSOP) im Binion’s Horseshoe in Las Vegas bei einem Turnier der Variante No-Limit 2-7 Draw Lowball das Heads-Up gegen Jack Straus. Nach rund 20-stündiger Spielzeit einigten sich die beiden auf ein Unentschieden, dadurch erhielten beide Spieler ihr erstes Bracelet. Bei der WSOP 1978 setzte sich der Amerikaner bei einem Event in No Limit Hold’em durch und sicherte sich sein zweites Bracelet sowie eine Siegprämie von 42.600 US-Dollar. Mitte Mai 1986 wurde er bei einem WSOP-Event in No Limit Deuce to Seven Draw Zweiter und erhielt knapp 90.000 US-Dollar. Seine bis dato letzte Geldplatzierung erzielte Day im Juni 2021.
Insgesamt hat sich Day mit Poker bei Live-Turnieren mehr als 200.000 US-Dollar erspielt.

### Braceletübersicht
Day kam bei der WSOP viermal ins Geld und gewann zwei Bracelets:
| Jahr | Buy-in (in $) | Turnier                   | Teilnehmer | Preisgeld (in $)              |
| ---- | ------------- | ------------------------- | ---------- | ----------------------------- |
| 1973 | 3000          | No-Limit 2-7 Draw Lowball | 11         | 33.000geteilt mit Jack Straus |
| 1978 | 1000          | No-Limit Hold’em          | 71         | 42.600                        |